# Niitu Nilijärvi
Niitu Nilijärvi är en sjö i Gällivare kommun i Lappland och ingår i Kalixälvens huvudavrinningsområde. Sjön har en area på 0,134 kvadratkilometer och ligger 433,2 meter över havet.

## Delavrinningsområde
Niitu Nilijärvi ingår i det delavrinningsområde (749477-171799) som SMHI kallar för Ovan VDRID = 749755-172285 i Kalixälvens vattendr*. Medelhöjden är 422 meter över havet och ytan är 20,68 kvadratkilometer. Räknas de 175 avrinningsområdena uppströms in blir den ackumulerade arean 2 952,96 kvadratkilometer. Avrinningsområdets utflöde Kalixälven (Kaitumälven) mynnar i havet. Avrinningsområdet består mestadels av skog (84 procent). Avrinningsområdet har 1,32 kvadratkilometer vattenytor vilket ger det en sjöprocent på 6,4 procent.